# Liste der Monuments historiques in Avignonet-Lauragais
Die Liste der Monuments historiques in Avignonet-Lauragais führt die Monuments historiques in der französischen Gemeinde Avignonet-Lauragais auf.

## Liste der Bauwerke
| Bezeichnung                                    | Beschreibung              | Standort | Kennzeichnung | Schutzstatus | Datum | Bild           |
| ---------------------------------------------- | ------------------------- | -------- | ------------- | ------------ | ----- | -------------- |
| Glockenturm der Kirche Notre-Dame-des-Miracles | Erbaut im 14. Jahrhundert | (Lage)   | PA00094273    | Inscrit      | 1926  | weitere Bilder |
| Tour de la Porte de Cers                       | Erbaut im 14. Jahrhundert | (Lage)   | PA00094274    | Inscrit      | 1965  |                |

## Liste der Objekte

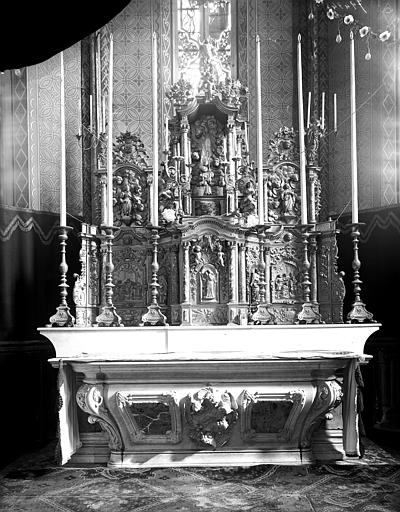
Altar in der Kirche Notre-Dame-des-Miracles

- Monuments historiques (Objekte) in Avignonet-Lauragais in der Base Palissy des französischen Kultusministeriums